# Lopapeysa
La lopapeysa est un style traditionnel de pull-over islandais, caractérisé par un design décoratif avec un large cercle autour de l'encolure,.
Un lopapeysa ou chandail islandais, dont l'origine se situe autour de 1950[réf. souhaitée], à une période où les importations de vêtements avaient relégué aux oubliettes les vêtements authentiquement traditionnel islandais et que les insulaires ont commencé à chercher de nouvelle façon d'utiliser l'abondance de laine, produite sur l'ile. Le modèle appelé lopapeysa est devenu depuis une fierté nationale.

## Histoire
Presque tout le monde en Islande a au moins un pull islandais qu'il utilise régulièrement.

### Origine du nom
Lopapeysa (au pluriel lopapeysur) est un mot composé de
- «lopi», désignant la sorte de laine brute peignée, non encore filée[Lotta 2] et employée traditionnellement pour construire les lopapeysur, et
- «peysa» chandail, pullover, pull ou cardigan[Notes 1].

Une traduction littérale donne «pull ou chandail tricoté avec de la laine islandaise "lopi"».
Le mot lopi se réfère à du non filé sous forme de toison, mèche, de ruban appelés tops de fibres d'un futur fil de laine. Les changements de techniques et la mécanisation de l'industrie de la laine font changer les noms des produits utilisés et des étapes pour désigner les matériaux intermédiaires dans les étapes entre le filage et le peignage.

### Origines des matières premières

#### Matières premières: fibres de laine

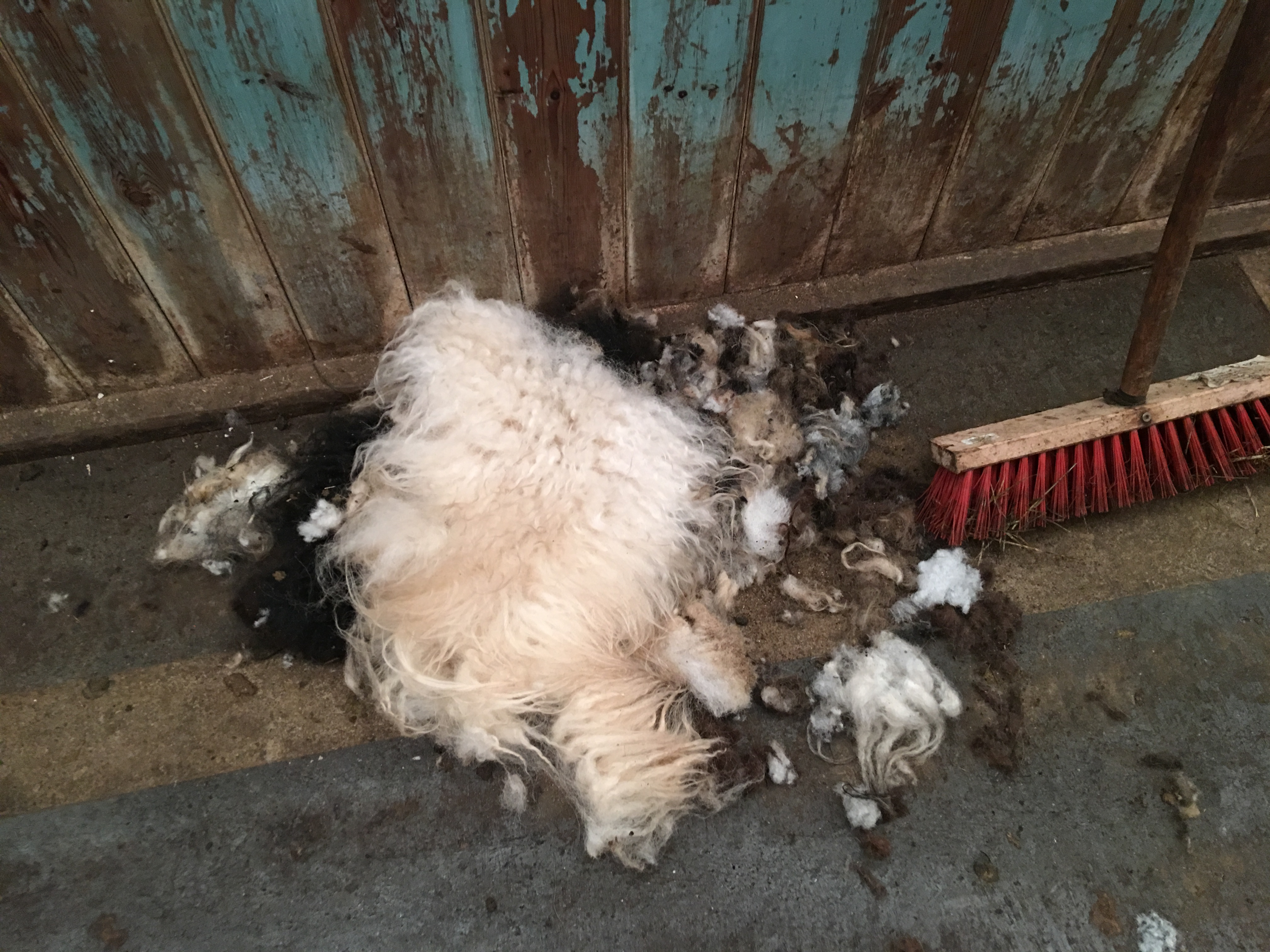
Laine fraîche d'Islande

La laine utilisée est de deux types différents :
- pel, qui est le poil court et doux trouvé sur la couche intérieure du manteau de laine, et
- tog, qui est le poil long et grossier trouvé sur la couche supérieure de la laine.

Ces deux types de fibres dictent le choix du mouton à tondre et des parties du pelage à choisir pour faire des fils, pour la partie intérieure du pull et des fils rugueux pour l'extérieur.
La laine employée, la lopi, est créée en mélangeant des parts de différentes qualités des toisons islandaises, soit le poil long de surface (tog) et celui plus court (pel) du duvet du mouton. La laine lopi n'est pas filée et de ce fait, elle encapsule mieux l'air environnant que la laine filée et développe de meilleurs qualités d'isolation thermique. Cette caractéristique rend le lopi plus difficile à manier que la laine ordinaire, tout spécialement pour les artisans débutant avec ce genre de laine. La laine islandaise a gagné une réputation internationale pour sa chaleur, sa légèreté et ses qualités d'isolation thermique car même si le vêtement tricoté est mouillé, il garde la personne au chaud.
Par leur caractère insulaire, les moutons d'Islande sont réputés pour la qualité et la pureté de leur laine.

#### Types de fils utilisés
En plus des choix variés de la matière première, pour obtenir des effets de touché différents, des torsions adaptées sont appliquées en filature : fils sans torsion, semi retordus et fils retors. Istex est aujourd'hui le plus grand filateur de lopi.

## Descriptions

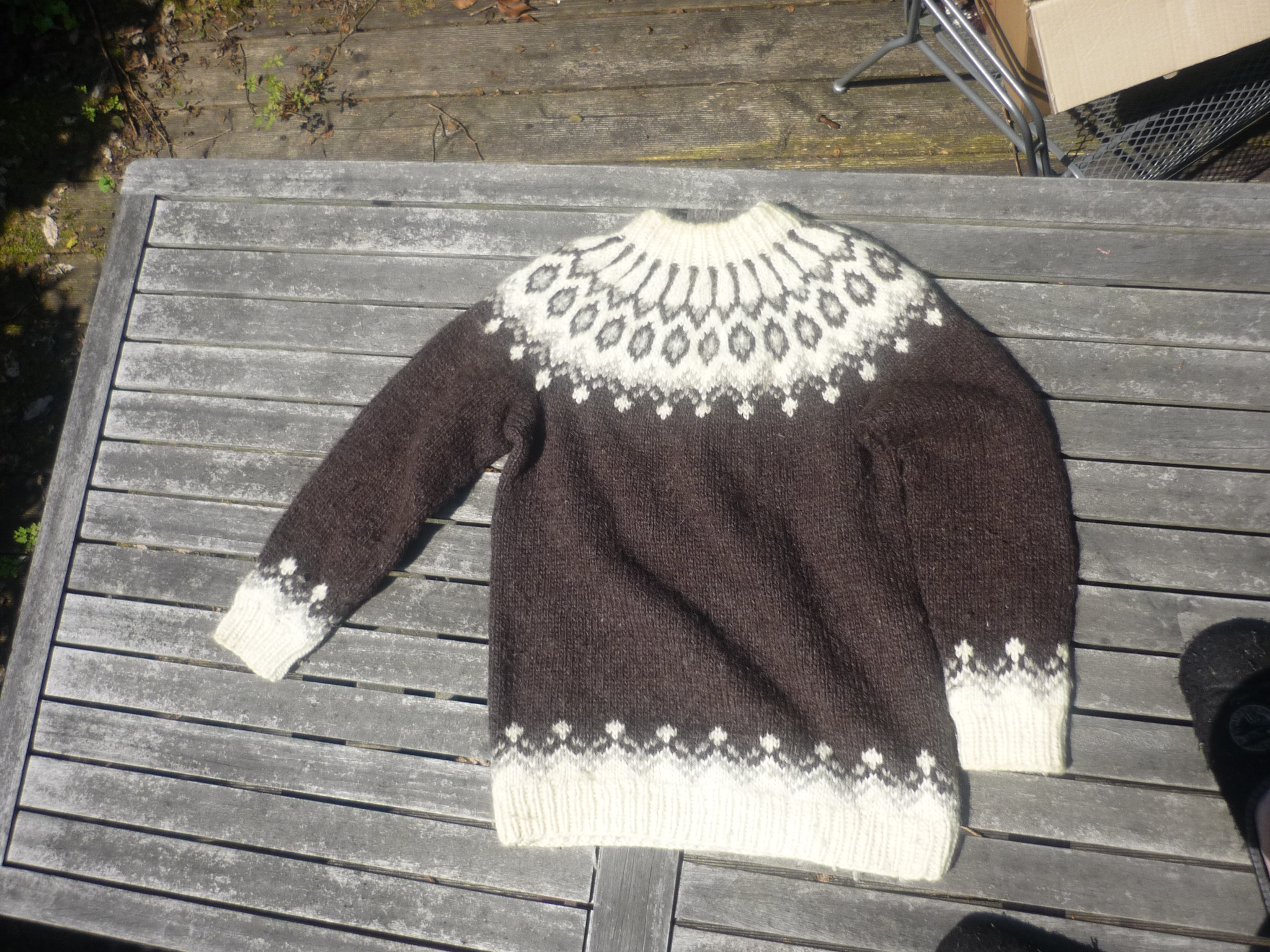
Lopapeysa

### Techniques de tricot originales

#### Tricot continental et circulaire
Les techniques de tricot à la main en Islande sont presque inchangées au fil des ans. C'est le tricot continental. Le tricot islandais était et reste du tricot circulaire, utilisant cinq aiguilles ou plus, selon la taille du vêtement.
Les fils d'autres pays étrangers étant rare en Islande, le lopi gagne en popularité comme matière première pour les pulls étant utilisés en plein air et pour les sports d'hiver.
La diversification apportée par l'industrie offre des mélanges de laines moins irritantes, mais le lopi local, bon marché, varié en couleurs, en densité et disponible reste le matériau préféré pour tricoter les pulls. De plus, ce matériau est réputé protéger contre le vent et la pluie.
Les techniques de tricot furent introduites en Islande au seizième siècle, mais le lopapeysa n'est connu que depuis le début ou la moitié du vingtième siècle, dans une période ou les importations avaient déplacé le goût pour les vêtements anciens et traditionnels vers la production de masse.
L'essor du lopapeysa nait lors des recherches commerciales faites pour utiliser la production régionale de laine et les habilités pour le tricot. On reconnaît qu'il y a eu une spéculation quant à l'origine et à la naissance de ce style de chandail (incluant des suggestions venant du costume traditionnel des femmes du Groenland, des Aztèques, de l'Amérique du Sud, de la Turquie ou des motifs de textile suédois, comme le suggère le premier patron de Audur Laxness) mais le consensus autour de cette question académique est que ce style contient plusieurs influences étrangères et aucune création initiale.
Dans la foulée de l'obtention par l'Islande de l'indépendance du Danemark en 1944, le lopapeysa est devenu une tradition et un symbole d'identité nationale. Le lopapeysa a connu deux vagues d'engouement : une au cours des 20 ans qui ont suivi l'indépendance de 1944 et une autre au tout début du 21e siècle alors que la globalisation menaçait cette identification même. À part les tricots islandais, d'autres biens furent inspirés du lopapeysa et mis sur le marché pour les touristes qui visitent l'Islande,.

#### Techniques de montage et gamme de fabrication
Comme beaucoup de tricot des pays scandinaves, le lopapeysa est tricoté de bas en haut.
La technique de montage consiste à
1. tricoter le tube circulaire, comme un chasuble avec 5 aiguilles circulaires. Le plus souvent au point jersey.
2. faire les manches, elles aussi tricotées avec 5 aiguilles et qui rejoignent le tricot circulaire aux aisselles. Les manches sont incorporées au torse pour créer le corsage. Ceci se fait sans couture, grâce à des mailles laissées en attente.
3. l'empiècement du haut du pull, poitrine et épaules, fait la jonction de l'ensemble et est tricoté en une pièce avec une gamme de motifs jacquard. La forme des épaules se construit en diminuant le nombre de mailles pour les intégrer au motif[12]. Le nombre de points décroissent jusqu'à former le cou[Lotta 4]. Le jeu de couleurs et des fils donne alors son attrait au pull[Lotta 4].

Cette technique est populaire dans les pays nordiques. Sous les motifs colorés de deux ou plusieurs couleurs superposées, le vêtement est plus chaud et plus durable.

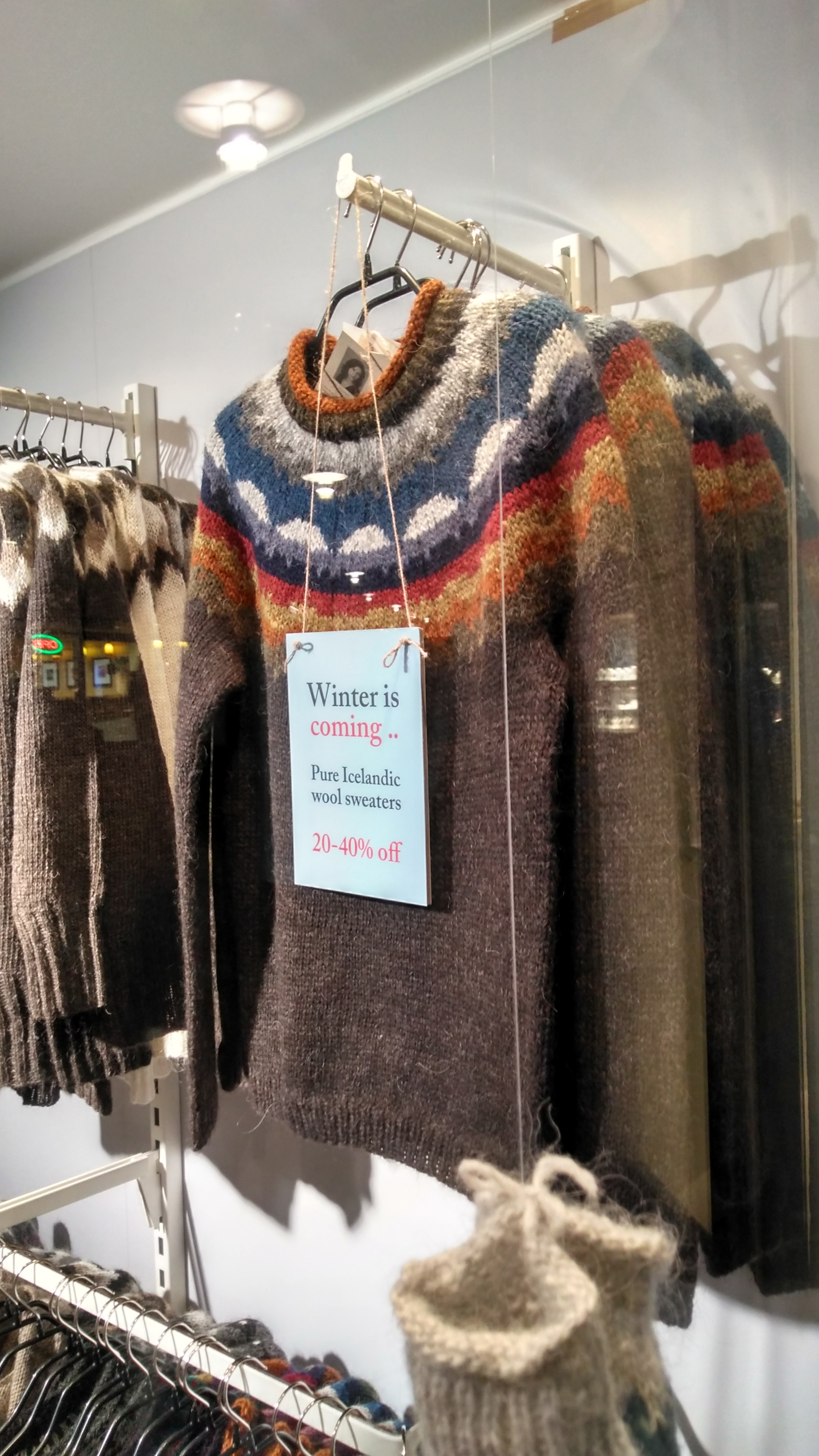
Lopapeysa en vente dans une boutique de Reykjavík, en Islande

Il n'y a pas de différence entre le dos et le devant sauf si une ouverture sur le pull est appliquée.
Un pull à fermeture éclair ou boutons est tricoté de la même manière qu'un pull fermé, et ensuite ouvert avec des ciseaux. Deux points de tricot au milieu du pull sont tricotés vers l'arrière pour indiquer la ligne de coupe.
Pour produire plus vite, les tricoteurs simplifient le pull en supprimant les motifs inférieurs. La plupart des pulls récents n'ont aucun motif sur la base du tricot et encore moins sur les manches.

### Motifs et aspects particuliers
Le motif principal ressemble à un cercle largement décoratif entourant le col. Il ressemble et pourrait avoir été inspiré par la perle du Groenland "nuilarmiut". Le pull est tricoté dans un motif circulaire invariable, montrant qu'il n'y a pas de différence entre le devant et l'arrière, à l'exception qu'on peut y ajouter une ouverture sur le devant.
Les couleurs peuvent être produites artificiellement. Initialement, le Lopapeysa possède un motif en arc de cercle d'au moins deux couleurs sur les bords bas et haut du pull et sur les poignets, formant le dessin principal qui par d'une épaule à l'autre. Les dessins moderne sont plus colorés.